# Edmond Halley
Edmond Halley a volte Edmund, pronuncia inglese [ˈɛdmənd ˈhæli] (Londra, 8 novembre 1656 – Greenwich, 14 gennaio 1742) è stato un astronomo, matematico, fisico, climatologo, geofisico e meteorologo inglese.

## Biografia

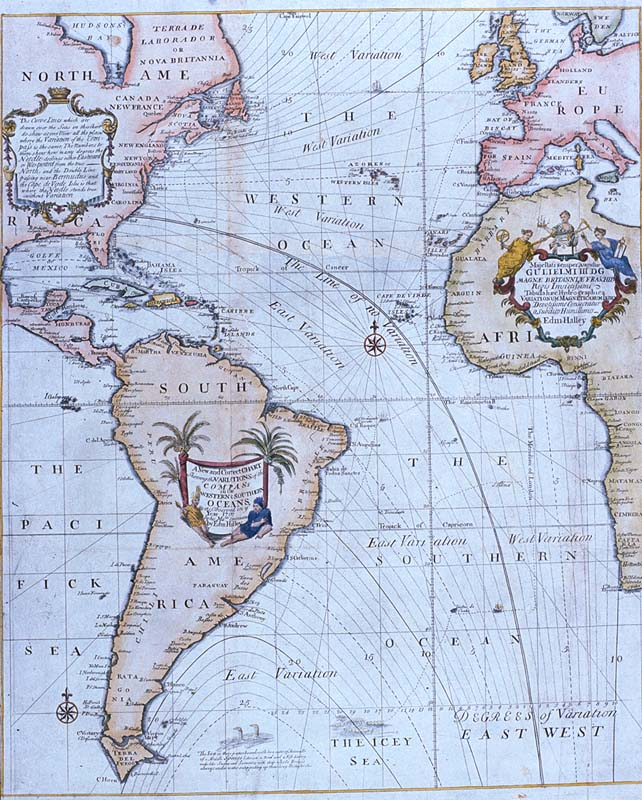
La carta di Halley in un dipinto del 1702

Halley nacque a Haggerston, Londra, figlio di un ricco fabbricante di sapone. Dal 1673 studiò al Queen's College di Oxford. Prima di laurearsi pubblicò saggi sul sistema solare e le macchie solari. Lasciando Oxford, nel 1676, visitò l'isola di Sant'Elena con l'intenzione di studiare le stelle dall'emisfero australe. Ritornò in Inghilterra a novembre del 1678.
L'anno seguente pubblicò Catalogus Stellarum Australium che comprendeva 341 stelle meridionali. Per queste aggiunte alla mappa stellare fu paragonato a Tycho Brahe. Conseguì il Master of Arts a Oxford e fu eletto membro della Royal Society.
Nel 1686 Halley pubblicò la seconda parte del resoconto della sua spedizione, un saggio e una carta sugli alisei e i monsoni. Identificò nel riscaldamento solare la causa dei moti atmosferici. Stabilì anche la relazione fra la pressione barometrica e l'altezza sul livello del mare. Halley si sposò nel 1682 e sì stabilì a Islington. Passò la maggior parte del suo tempo osservando la Luna, ma si interessò anche ai problemi della gravità. Un problema che attirò la sua attenzione fu la prova delle leggi di Keplero sul moto planetario. Nell'agosto del 1684 andò a Cambridge per discuterne con Isaac Newton, e scoprì che Newton aveva già risolto il problema ma non aveva ancora pubblicato niente. Halley lo convinse a scrivere Philosophiae Naturalis Principia Mathematica (1687), che fu pubblicato a spese di Halley. 

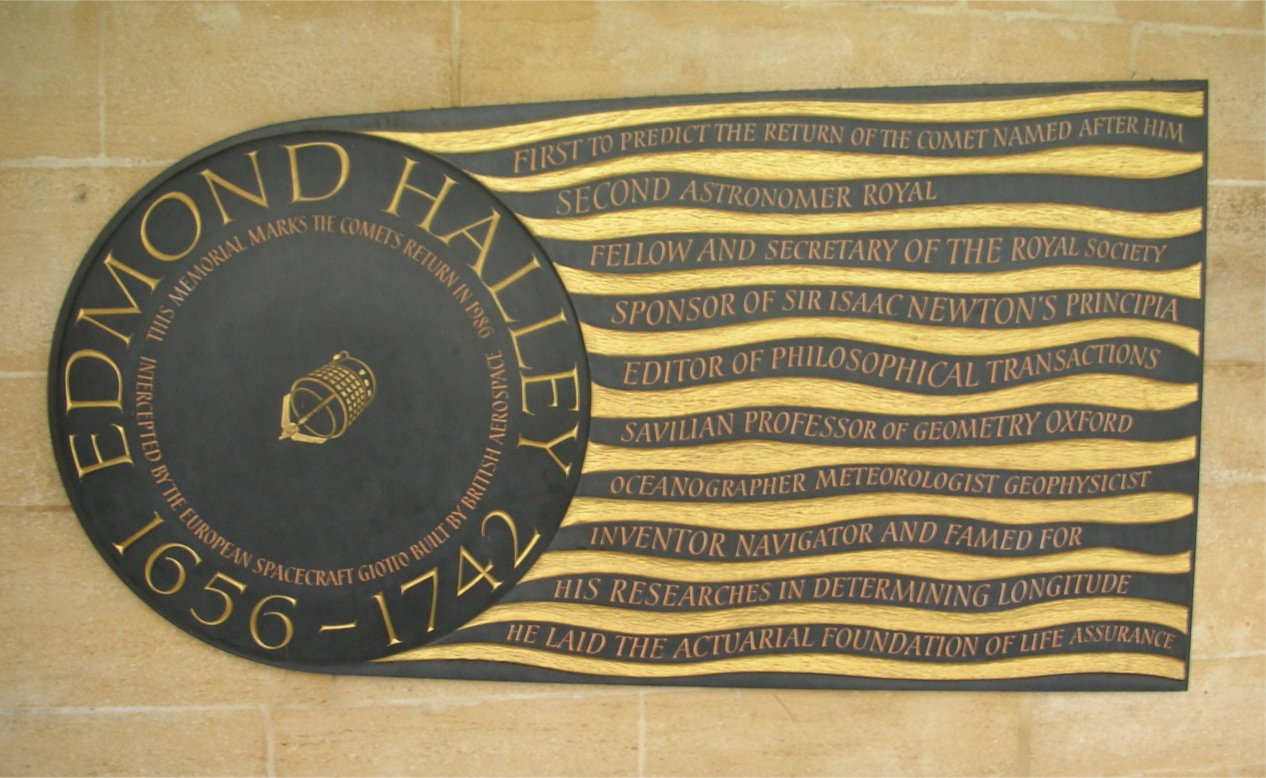
Targa dedicata a Halley nella Westminster Abbey

In una pubblicazione su Philosophical Transactions of Royal Society of London (1692) propose l'idea che la Terra fosse formata da un guscio esterno spesso 800 km, con due altri gusci interni concentrici e un nocciolo interno. Questi gusci avrebbero avuto le dimensioni dei pianeti Venere, Marte e Mercurio, e sarebbero separati da atmosfera. Ogni guscio avrebbe i propri poli magnetici, e i vari gusci ruoterebbero a velocità differenti.
Halley propose questa teoria per cercare di spiegare alcuni risultati anomali ottenuti dalla bussola, per poi spingersi a teorizzare che l'atmosfera interna fosse luminescente, che i continenti interni fossero abitati e che i gas sfuggiti dai passaggi ai poli fossero la causa dell'aurora boreale[1]. Nel 1693 pubblicò un articolo sulle rendite vitalizie, un'analisi dell'età alla morte presa dagli archivi di una città tedesca nota per tenere una documentazione meticolosa. Questo permise al governo britannico di vendere le rendite vitalizie a un prezzo adatto, basato sull'età dell'acquirente. Il lavoro di Halley influenzò fortemente lo sviluppo della demografia.
Nel 1698 ricevette l'incarico di capitano sulla HMS Paramore (His Majesty's Ship - nave di Sua Maestà Britannica), per fare approfondite osservazioni sulle condizioni del magnetismo terrestre. Il viaggio nell'oceano atlantico durò due anni, si estese da 52 gradi di latitudine nord a 52 gradi sud. I risultati furono pubblicati in una carta generale delle declinazioni magnetiche nel 1701. Fu la prima carta di questo tipo a essere pubblicata e la prima su cui apparvero le isocline.
Nel novembre del 1703 fu nominato Professore saviliano di Geometria all'Università di Oxford, nel 1710 ricevette una laurea ad honorem in legge. Nel 1705 pubblicò Astronomiae cometicae synopsis nel quale espose il suo convincimento che gli avvistamenti cometari del 1456, 1531 1607 e 1682 erano relativi alla stessa cometa, e ne predisse il ritorno nel 1758. Quando ciò accadde, divenne nota come la cometa di Halley.
Nel 1716, Halley suggerì una misurazione precisa della distanza tra la Terra e il Sole basandosi sul transito di Venere. Nel 1718 scoprì il moto proprio delle stelle "fisse", comparando le sue misurazioni astrometriche con quelle riportate nell'Almagesto. L'interesse di Halley per la scienza greca ne fece anche un filologo ed editore di antichi trattati. Nel 1706 curò l'edizione del De sectione rationis di Apollonio di Perga, alla quale aggiunse una sua ricostruzione dell'opera perduta De sectione spatii. Poiché l'opera di Apollonio si era conservata solo in traduzione araba, egli aveva imparato l'arabo per poterla tradurre. Nel 1710 pubblicò un'edizione delle Coniche, alla quale aggiunse il De sectione cylindri et coni di Sereno di Antinopoli. La sua traduzione dall'arabo in latino degli Sphaerica di Menelao di Alessandria apparve solo postuma, nel 1758.

Nel 1720 Halley successe a John Flamsteed come Astronomo reale, impiego che mantenne fino alla sua morte. Halley muore nel 1742 e viene sepolto nel cimitero parrocchiale di Santa Margherita di Antiochia, nel distretto sud-est di Lee, a Londra. 

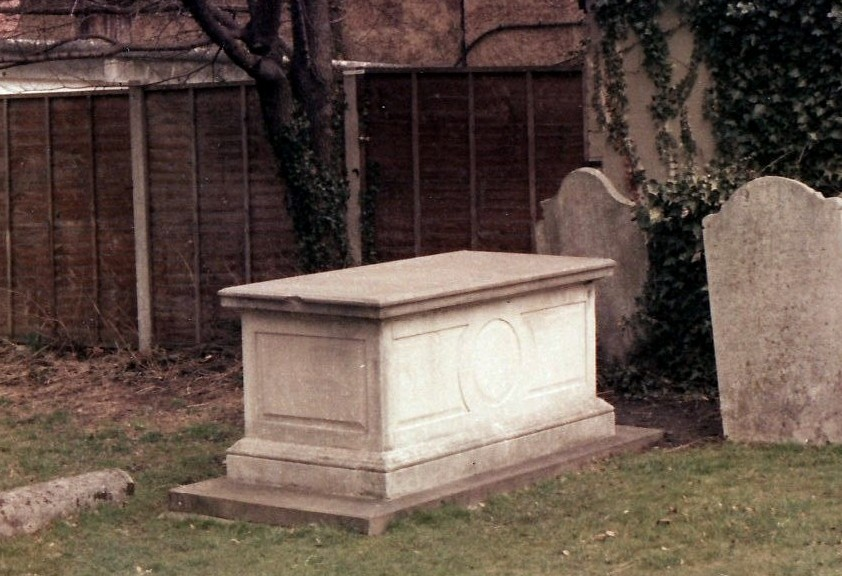
La tomba di Halley

## Riconoscimenti
Sono stati intitolati al celebre scienziato inglese: una cometa, due crateri (uno sulla Luna, uno su Marte), e una stazione di ricerca, in Antartide.